# گمینا ویلیشو
گمینا ویلیشو (به لهستانی:  Gmina Wieliszew) یک گمینا در لهستان است که در شهرستان لگیونووو واقع شده‌است. گمینا ویلیشو ۱۰۲٫۲۳ کیلومتر مربع مساحت و ۱۲٬۱۴۵ نفر جمعیت دارد.